# 하우텡주

하우텡 주의 위치

하우텡주(영어: Gauteng Province, 츠와나어: Porofense ya Gauteng, 아프리칸스어: Provinsie Gauteng)은 남아프리카 공화국에 있는 주로, 주도는 요하네스버그이다. 면적은 17,010km2로 남아프리카 공화국에서 가장 좁으나, 남아프리카 공화국 GDP의 33.9%를 차지한다. 2007년 인구는 10,451,713명, 인구밀도는 614.4명/km2으로 남아프리카 공화국에서 가장 많다.

## 인구

### 인종
2021년 기준 흑인 인구가 80%, 백인이 14%, 컬러드가 3%, 아시아인이 3%이다.

### 언어

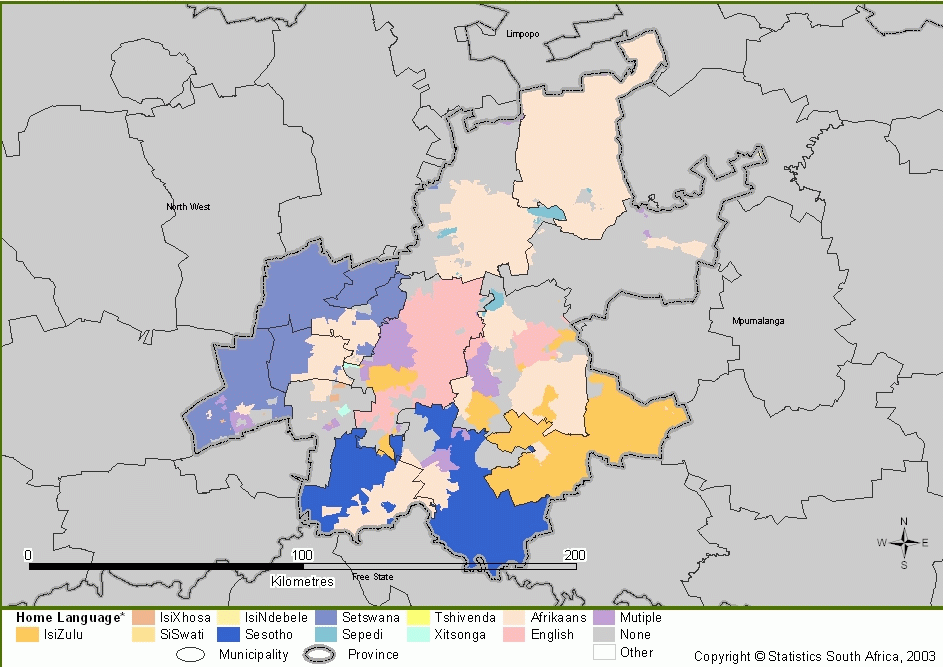
하우텡 주의 언어

서부에서는 츠와나어, 남부에서는 소토어, 동부에서는 줄루어, 중부에서는 영어, 북부에서는 아프리칸스어가 주로 쓰인다. 인구순으로 볼 때 2021년 기준 가정에서 사용하는 언어는 줄루어 19.8%, 영어 13.3%, 아프리칸스어 12.4%, 소토어 11.6%, 북소토어 10.6%, 츠와나어 9.1%, 코사어 6.6%, 총가어 6.6% 등이었다.

## 지역 구분
3개 도시형 지방 자치체(Metropolitan Municipality)와 2개 행정구(District) 및 그 내부의 6개 촌락형 지방 자치체(Local Municipality)로 구성되어 있다. 총 10개 지방 자치체(Municipality)이다.
도시형 지방 자치체
- 츠와네(Tswane) 광역시 (프리토리아)
- 요하네스버그(Johannesburg) 광역시 (요하네스버그)
- 에쿠룰레니(Ekurhuleni) 광역시 (이스트랜드 / 저미스턴)

행정구
- 웨스트랜드(West Rand)구
  - 메라퐁시
  - 모갈레시
  - 랜드웨스트시
- 세디벵(Sedibeng)구
  - 엠풀레니시
  - 레세디시
  - 미드발시

메츠웨딩(Metsweding)구는 2021년 츠와네 도시 지자체에 편입되었다.

## 교육 기관
림포포 대학교, 요하네스버그 대학교, 프리토리아 대학교, 남아프리카 공화국 대학교, 비트바테르스반트 대학교 등이 있다.